# 李錦玉
李 錦玉（り くむおく、1929年1月30日 -2019年7月2日  ）は、在日韓国・朝鮮人の児童文学作家。本名・李金玉(朝: 이금옥)。

## 来歴・人物
大阪生まれ。金城女子専門学校（現金城学院大学）卒業。2004年詩集『いちど消えたものは』で第35回赤い鳥文学賞、第9回三越左千夫少年詩賞を受賞。詩誌「バオバブ」「みみずく」同人。東京都中野区在住。朝鮮民話の再話も多い。

## 著書
- 『さんねん峠 朝鮮のむかしばなし』朴民宜絵 岩崎書店 1981　のちフォア文庫
- 『よわむしごうけつ ちょうせんのおはなし1』朴民宜絵 太平出版社 1981
- 『へらない稲たば 朝鮮のむかしばなし』朴民宜絵 岩崎書店 1985
- 『りんごのおくりもの』朴民宜絵 朝鮮青年社 1987 朝鮮名作絵本シリーズ
- 『いちど消えたものは 李錦玉詩集』てらいんく 2004 子ども詩のポケット
- 『李錦玉・朝鮮のむかし話」金正愛画 少年写真新聞社 2009

1「おばけのトケビはわすれんぼう」
2「食いしんぼうのトラとおばあさん」
3「かみにしゃくなげの花」